# Heilly
Heilly település Franciaországban, Somme megyében. Lakosainak száma 440 fő (2022. január 1.). Heilly Baizieux, Bonnay, Corbie, Franvillers, Méricourt-l’Abbé és Ribemont-sur-Ancre községekkel határos.

## Népesség
A település népességének változása:
| Lakosok száma | 401  | 415  | 428  | 424  | 429  | 435  | 436  | 437  | 440  |
|               | 2013 | 2015 | 2016 | 2017 | 2018 | 2019 | 2020 | 2021 | 2022 |